# Бисон, Таннер
Джеймс Та́ннер Би́сон (англ. James Tanner Beason; 23 марта 1997, Уинстон-Сейлем, Северная Каролина, США) — американский футболист, центральный защитник клуба «Сан-Хосе Эртквейкс».

## Карьера

### Университетский футбол
В 2015 году Бисон поступил в Стэнфордский университет на специальность «Наука управления и инжиниринг». В 2016—2019 годах за университетскую футбольную команду «Стэнфорд Кардинал» сыграл 81 матч, забил 20 мячей и отдал 11 результативных передач. Трижды становился национальным чемпионом NCAA (2015, 2016, 2017), дважды включался в первую всеамериканскую символическую сборную (2018, 2019), дважды включался в первую символическую сборную Конференции Pac-12 (2017, 2018), признавался игроком года в Конференции Pac-12 (2018) и дважды попадал в число полуфинальных номинантом на «Херманн Трофи» (2018, 2019).
В студенческие годы также выступал в Премьер-лиге развития ЮСЛ — Лиге два ЮСЛ: в 2016 году — за клуб «Каролина Динамо», в 2018 и 2019 годах — за клуб «Сан-Франциско Сити».

### Клубная карьера
30 декабря 2019 года Бисон подписал контракт с MLS. 9 января 2020 года на Супердрафте MLS он был выбран в первом раунде под общим 12-м номером клубом «Сан-Хосе Эртквейкс». Его профессиональный дебют состоялся 29 августа в матче против «Лос-Анджелес Гэлакси». 25 января 2022 года Бисон подписал с «Сан-Хосе Эртквейкс» новый контракт до конца сезона 2024 с опцией продления на сезон 2025.

## Статистика выступлений
| Выступление        | Выступление      | Выступление      | Лига | Лига | Плей-офф | Плей-офф | Кубок | Кубок | Итого | Итого |
| Клуб               | Лига             | Сезон            | Игры | Голы | Игры     | Голы     | Игры  | Голы  | Игры  | Голы  |
| ------------------ | ---------------- | ---------------- | ---- | ---- | -------- | -------- | ----- | ----- | ----- | ----- |
| Сан-Хосе Эртквейкс | MLS              | 2020             | 9    | 0    | 0        | 0        | —     | —     | 9     | 0     |
| Сан-Хосе Эртквейкс | MLS              | 2021             | 24   | 0    | —        | —        | —     | —     | 24    | 0     |
| Сан-Хосе Эртквейкс | MLS              | 2022             | 28   | 0    | —        | —        | 3     | 0     | 31    | 0     |
| Сан-Хосе Эртквейкс | MLS              | 2023             | 16   | 0    | —        | —        | 1     | 0     | 17    | 0     |
| Сан-Хосе Эртквейкс | Итого            | Итого            | 77   | 0    | 0        | 0        | 4     | 0     | 81    | 0     |
| Всего за карьеру   | Всего за карьеру | Всего за карьеру | 77   | 0    | 0        | 0        | 4     | 0     | 81    | 0     |

Источники: Transfermarkt, Soccerway, Footballdatabase.eu.